# Lista de navios da Marinha do Brasil com o nome Tamandaré

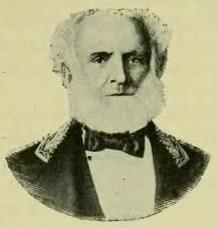
Almirante Joaquim Marques Lisboa, o Marquês de Tamandaré.

Ao longo dos dois séculos de história da Marinha do Brasil, três navios foram nomeados com o nome de Tamandaré. Estas nomeações foram feitas em honra ao patrono da marinha brasileira, Joaquim Marques Lisboa, também conhecido por Tamandaré.
Joaquim Marques Lisboa foi um militar da Armada Imperial Brasileira, onde atingiu o posto de Almirante; é aclamado como patrono da Marinha do Brasil. Com uma carreira de quase seis décadas ao serviço da marinha, participou nos maiores e mais importantes conflitos que envolveram o Brasil no século XIX, como a Guerra da Independência do Brasil, a Guerra da Cisplatina, a Guerra dos Farrapos, a Guerra do Uruguai e a Guerra do Paraguai. Destacou-se também pelos seus feitos notáveis durante a sua carreira e foi considerado herói em diversas ocasiões.
O primeiro navio foi o Encouraçado Tamandaré, construído no Brasil e incorporado na Armada Imperial em 1865. Vinte e seis anos mais tarde, em 1891, a marinha brasileira incorporou o Cruzador Protegido Almirante Tamandaré, o maior navio de guerra construído no Brasil até aos dias de hoje, com 4500 toneladas. Décadas mais tarde, já depois da Segunda Guerra Mundial, a marinha incorporou o Cruzador Ligeiro Tamandaré, um navio transferido dos Estados Unidos para a marinha brasileira em 1951.
Actualmente, encontra-se em construção a Classe Tamandaré, que tem previsto para 2024 o lançamento do primeiro navio da classe, a fragata Tamandaré.

## Navios
Ao longo do tempo a Marinha do Brasil, em homenagem ao seu patrono, nomeou vários navios com o nome de Tamandaré:
| Imagem | Embarcação Tempo de serviço                      | Descrição | Referências             |
| ------ | ------------------------------------------------ | --- | ----------------------- |
|        | Encouraçado Tamandaré 1865–1879                  | Construído no Arsenal de Marinha da Corte, foi incorporado à Armada Imperial em 1865. Foi o primeiro navio encouraçado construído no Brasil. Desempenhou papel importante operando no Rio Paraguai, na Guerra da Tríplice Aliança, também conhecida como Guerra do Paraguai. Teve retirado de serviço em 1879.            | [ 2 ] [ 3 ] [ 4 ] [ 5 ] |
|        | Cruzador Protegido Almirante Tamandaré 1891–1915 | Navio de propulsão mista, foi construído no Arsenal de Marinha do Rio de Janeiro, sob plano do Engenheiro Naval João Cândido Brasil. Foi incorporado à Armada em 1891, com baixa do serviço em 1915. Foi o maior navio de guerra até hoje construído no Brasil, com um deslocamento de 4500 toneladas.                    | [ 2 ] [ 6 ] [ 7 ]       |
|        | Cruzador Ligeiro Tamandaré 1951–1976             | Construído nos Estados Unidos da América em 1938, participou na Segunda Guerra Mundial, incorporado à Marinha desse país com o nome de Saint Louis. Transferido para a Marinha do Brasil com base na Lei de Assistência Mútua (norte-americana), foi incorporado à Armada em 1951, e teve baixa do serviço ativo em 1976. | [ 2 ] [ 8 ] [ 9 ]       |
|        | Fragata Tamandaré lançamento previsto para 2024  | Com construção no Brasil e previsto para ser entregue em 2024, será o primeiro navio construído da Classe Tamandaré. Será empregue em escoltas, vigilância do mar e controle da área marítima, equipada com um moderno set de armamento e tecnologia de navio furtivo.                                                    | [ 10 ] [ 11 ]           |